# Pedranópolis (kommun)
Pedranópolis är en kommun i Brasilien.   Den ligger i delstaten São Paulo, i den södra delen av landet, 500 km söder om huvudstaden Brasília. Antalet invånare är 2 561.
Följande samhällen finns i Pedranópolis:
- Pedranópolis

Omgivningarna runt Pedranópolis är en mosaik av jordbruksmark och naturlig växtlighet. Runt Pedranópolis är det ganska glesbefolkat, med 21 invånare per kvadratkilometer.